# Ambre Ouazar
Ambre Ouazar est une joueuse de football née le 9 avril 2007 à Chassieu dans le Rhône. Elle évolue au poste de milieu de terrain.

### Carrière en club

#### Olympique lyonnais
Elle commence à jouer au foot à Lyon à l'âge de 5 ans.
Ambre Ouazar dispute son premier match professionnel le 24 avril 2024 contre Guingamp et remporte le match 2-1,,,. Elle remporte cette année avec l'Olympique lyonnais le championnat de division 1 et le championnat national u19,.

### Carrière en sélection
Ambre Ouazar est sélectionnée en sélection jeunes, avec les moins de 16 ans et les moins de 17 ans. Avec l'équipe de France des moins de 17 ans, elle participe aux matches de qualifications pour l'euro de football féminin des moins de 17 ans, puis à la compétition,. Ambre Ouazar atteint avec la sélection les demi-finales de la compétition, mais s'incline lourdement contre l'Espagne (6-1),, elle fait la passe décisive sur le seul but français du match. La France s'incline contre Pologne aux pénaltys lors de la petite finale (2-2, tab 4-2),. 

## Palmarès

### En club
Avec l'Olympique lyonnais :
- Championnat de France (D1) (1) :
  - Championne en 2024[6],[14].
- Championnat National U19 (1) :
  - Championne en 2024[6].